# Дегустация
Дегустацията е внимателното, оценяващо опитване на различни храни, фокусирайки се върху вкусовата система, сетивата, високото кулинарно изкуство и добрата компания. Дегустацията е по-вероятно да включва вземане на проби от малки порции от всички ястия на готвача при една среща. Обикновено се състои от много ястия, тя може да бъде придружена от подходяща дегустация на вино, която допълва всяко ястие.

## История
Френският термин dégustation все още се използва често в контекста на английския език. Съвременната дегустация вероятно идва от френските кухни в началото на 20 век и се различава от по-ранните ястия с много ястия, тъй като тези ястия се сервират като ястия в пълен размер на всеки курс.

## Примери
Вземането на проби от селекция сирена, у дома или в ресторант, също може да се нарече дегустация. Обикновено се избират три до четири разновидности, обикновено включващи полумеко сирене, козе сирене и синьо сирене. По-силните сортове обикновено се опитват последни.
Дегустацията от шест ястия може да включва две с морски дарове, червено месо и десертни артикули с подходящи вина, докато едно и също меню може да е добавило вегетариански артикул и всякакви други видове ястия, за да разширите менюто до (например) дегустационно меню от девет ястия.
Популярният испански стил тапас е подобен на стила на дегустацията, но сам по себе си не е цялостно меню, предлагащо фирмени ястия на готвачите, а предлага разнообразие, от което вечерята може да избере.